# Теракты в Мадриде (2004)
Теракты в Мадриде 11 марта 2004 года (3/11) были проведены за три дня до парламентских выборов в Испании и стали крупнейшими террористическими акциями в истории страны. В результате взрывов четырёх пригородных составов ( 7-ми электропоездов, 1 S/450 и 6 S/446) погибли 193 и было ранено 2050 человек. Пострадавшим в теракте иностранцам было предоставлено испанское подданство.
Первоначально ответственность за теракты была возложена на организацию баскских сепаратистов ЭТА. Впоследствии была установлена причастность подпольной исламистской организации. По данным расследования, дата организации терактов была выбрана с символическим значением — взрывы произошли через 911 дней (и ровно через 2,5 года) после терактов в США 11 сентября 2001 года (9/11).

## Пострадавшие
| Гражданство              | Погибшие |
| ------------------------ | -------- |
| Испания                  | 142      |
| Румыния                  | 16       |
| Эквадор                  | 6        |
| Болгария                 | 4        |
| Польша                   | 4        |
| Перу                     | 3        |
| Гондурас                 | 2        |
| Доминиканская Республика | 2        |
| Колумбия                 | 2        |
| Марокко                  | 2        |
| Украина                  | 2        |
| Бразилия                 | 1        |
| Куба                     | 1        |
| Сенегал                  | 1        |
| Филиппины                | 1        |
| Франция                  | 1        |
| Чили                     | 1        |
| Всего                    | 191      |